# Team Barloworld/2006
Deze pagina geeft een overzicht van de wielerploeg Team Barloworld-Bianchi in 2006.
| Naam                | Geboortedatum | Nationaliteit    | Ploeg 2005              |
| ------------------- | ------------- | ---------------- | ----------------------- |
| Pedro Arreitunandia | 24-07-1974    | Spanje           |                         |
| Igor Astarloa       | 29-03-1976    | Spanje           |                         |
| Giosuè Bonomi       | 21-10-1978    | Italië           | Lampre - Caffita        |
| Diego Caccia        | 31-07-1981    | Italië           | beloften                |
| Félix Cárdenas      | 24-11-1972    | Colombia         |                         |
| Gianpaolo Cheula    | 23-05-1979    | Italië           |                         |
| Mads Christensen    | 06-04-1984    | Denemarken       | Quick·Step - Innergetic |
| Ryan Cox            | 09-04-1979    | Zuid-Afrika      |                         |
| Enrico Degano       | 11-03-1976    | Italië           |                         |
| Aleksandr Jefimkin  | 02-12-1981    | Rusland          | beloften                |
| Mauro Facci         | 11-05-1982    | Italië           | Fassa Bortolo           |
| Rodney Green        | 23-05-1974    | Zuid-Afrika      |                         |
| Tiaan Kannemeyer    | 14-12-1978    | Zuid-Afrika      |                         |
| Jeremy Maartens     | 14-08-1979    | Zuid-Afrika      |                         |
| James Perry         | 19-11-1979    | Zuid-Afrika      | Team Konica Minolta     |
| Hugo Sabido         | 14-12-1979    | Portugal         | Paredes Rota dos Móveis |
| Tom Southam         | 28-05-1981    | Groot-Brittannië |                         |
| Amets Txurruka      | 10-11-1982    | Spanje           | beloften                |

## Overwinningen
GP Costa Azul
2e etappe: Enrico Degano
4e etappe: Enrico Degano
Milaan-Turijn
Igor Astarloa
Vredeskoers
Eindklassement: Giampaolo Cheula
Volta ao Alentejo
2e etappe: Enrico Degano
GP CTT Correios de Portugal
1e etappe: Enrico Degano
Brixia Tour
2e etappe: Félix Cárdenas
Villafranca de Ordizia
Félix Cárdenas
GP Carnaghese
Félix Cárdenas
2003 · 2004 · 2005 · 2006 · 2007 · 2008 · 2009